# 聽·見 林俊傑
《聽·見 林俊傑》（英語：If Miracles Had A Sound），是新加坡歌手林俊傑首部個人音樂紀實電影，由華納音樂於2016年7月7日發行。影片記錄了林俊傑《新地球》專輯製作過程以及「時線世界巡迴演唱會」幕後故事。

## 製作
該片全程耗時455天、橫跨美國、星馬、香港和台灣等地，累積拍攝14400分鐘素材，直到最後焠煉凝縮100分鐘精華，深刻地拍出“金曲歌王”光環底下不為人知的內心掙扎和心聲，讓人看見林俊傑對於音樂既執著又誠懇的態度。此外，製作實驗專輯《和自己對話》時的點滴更將在電影中完整揭露。
導演也透過了訪問，以第三者的觀點分別紀錄他們眼中的林俊傑；包括“新加坡一代流行樂壇宗師”許環良、“新加坡頂尖製作人、編曲人”吳慶隆、美國格萊美獎音樂大師Richard Furch、Brian Gardner等知名音樂人外，最讓人驚喜的，則是“格萊美流行歌王”杰森·玛耶兹的意外現身，杰森·玛耶兹不但分享與JJ一起工作的過程，更不吝傾談自己的音樂工作心得，讓觀眾更了解流行音樂工作者在後台任務的現況。

## 受訪者
依出場序
- Richard Furch（英语：Richard Furch）
- 江志仁
- 陳澤杉
- 許環良
- 林俊傑
- 吳慶隆
- 杰森·玛耶兹
- 林正忠
- Brian Gardner（英语：Brian Gardner）
- 楊佩佩
- Eric Tan
- 林添友 牧師
- Ken Yuktasevi
- 張思爾
- 林怡鳳
- 王國安
- 徐佩云

## 電影歌曲
| 曲別   | 歌名         | 演唱                 | 作詞                                                 | 作曲                 | 備註       |
| ------ | ------------ | -------------------- | ---------------------------------------------------- | -------------------- | ---------- |
| 主題曲 | 超越無限     | 林俊傑               | 林怡鳳                                               | 林俊傑               |            |
| 插曲   | 修煉愛情     | 林俊傑               | 易家揚                                               | 林俊傑               |            |
| 插曲   | 迴           | 不適用               | 不適用                                               | 林俊傑               | 純音樂     |
| 插曲   | 生生         | 林俊傑               | 林怡鳳                                               | 林俊傑               |            |
| 插曲   | 可惜沒如果   | 林俊傑               | 林夕                                                 | 林俊傑               |            |
| 插曲   | 浪漫血液     | 林俊傑               | 姚若龍                                               | 林俊傑               |            |
| 插曲   | 水仙         | 林俊傑               | 王雅君                                               | 林俊傑               |            |
| 插曲   | I Am Alive   | 林俊傑 / 杰森·玛耶兹 | 杰森·玛耶兹 / Michael Natter / Nancy Natter / 林俊杰 | 林俊傑 / 杰森·玛耶兹 |            |
| 插曲   | 等           | 林俊傑               | 楊佩佩                                               | 林俊傑               | 未發表歌曲 |
| 插曲   | 拼圖         | 林俊傑               | 楊佩佩                                               | 林俊傑               | 未發表歌曲 |
| 插曲   | 第幾個100天  | 林俊傑               | 姚若龍                                               | 林俊傑               |            |
| 插曲   | 會有那麼一天 | 林俊傑               | 張思爾                                               | 林俊傑               |            |

## 宣傳及發行

### 宣傳
2016年6月27日，林俊傑在北京清華大學舉辦首映會，除了與到場的媒體、樂評人以及學生一同觀看，更親自在映後與觀眾們互動交流，面對學生們熱烈的提問，也開心能藉由人生經驗為台下的學生們解決疑難雜症。

### 發行信息
| 地區 | 日期          | 格式   | 發行商   | 備註  |
| ---- | ------------- | ------ | -------- | ----- |
| 全球 | 2016年7月7日  | 流媒體 | 華納音樂 |       |
| 台灣 | 2016年8月19日 | DVD    | 華納音樂 | [ 3 ] |
| 台灣 | 2016年8月26日 | BD     | 華納音樂 | [ 4 ] |

## 評價
對於一般的歌迷來說，《聽・見 林俊傑》 非常有可能是他們第一次看到，一張唱片十首歌，背後千山萬水的打造流程。一首四分鐘的單曲，從發芽、成長、結果，到傳到你手裡耳中，可能得經歷超過一年的工。然而錄音室不是動物園，往往沒得參訪、參觀。這支紀錄片免費上線後，便是一次認識的機會，一扇透視的窗。